# NGC 5442
NGC 5442 est une vaste galaxie spirale intermédiaire relativement éloignée et située dans la constellation de la Vierge. Sa vitesse par rapport au fond diffus cosmologique est de 8 855 ± 29 km/s, ce qui correspond à une distance de Hubble de 130,6 ± 9,2 Mpc (∼426 millions d'al). NGC 5442 a été découverte par l'astronome allemand Albert Marth en 1865.
On ne s'entend pas sur la classification de cette galaxie, ordinaire pour Wolfgang Steinicke, barrée pour les bases de données NASA/IPAC et HyperLeda et finalement spirale intermédiaire pour le professeur Seligman. L'image obtenue des données du relevé SDSS montre à peine une barre au centre de la galaxie, mais les bras ne semblent pas partir de son noyau. Aussi, la classification de spirale intermédiaire semble mieux décrire la structure de NGC 5442.
La classe de luminosité de NGC 5442 est II et elle présente une large raie HI.

## Supernova
Deux supernovas ont été découvertes dans NGC 5442 : SN 2001U et SN 2011bz.

### SN 2001U
Cette supernova a été découverte le 2 juillet 2001 par M. Schwartz, Cottage Grove, et W. D. Li de l'université de Californie à Berkeley dans le cadre du programme LOTOSS de l'observatoire Lick. Cette supernova était de type Ia.

### SN 2011bz
Cette supernova a été découverte le 24 avril 2011 par une équipe d'astronomes du relevé CRTS (Catalina Real-Time Transient Survey) de l'institut Caltech et par l'astronome amateur Stan Howerton à l'observatoire Bed and Breakfast. Cette supernova était de type Ia.